# Roger Reynaud
Roger Ernest Marie Reynaud (ur. 19 maja 1916 w Marsylii, zm. 13 czerwca 2008 w Nicei) – francuski urzędnik państwowy i działacz związkowy, w latach 1958–1967 członek Wysokiej Władzy Europejskiej Wspólnoty Węgla i Stali.

## Życiorys
Absolwent Université d’Aix-Marseille. Przed II wojną światową rozpoczął pracę jako urzędnik adeministracji celno-podatkowej ministerstwa Finansów, od 1947 zajmował stanowisko kierownicze w ministerstwie ekonomii. Wchodził w skład różnych rządowych ciał doradczych zajmujących się finansami i rekonstrukcją. W 1945 przystąpił do Chrześcijańskiej Konfederacji Francuskich Pracowników, zajmował stanowisko wiceprezesa związku branżowego urzędników i członka krajowego zarządu CFTC. Został wiceprzewodniczącym francuskiego oddziału chadeckiego ruchu Nouvelles équipes internationales (protoplasty Europejskiej Partii Ludowej), należał do władz Ruchu Europejskiego.
W latach 1958–1967 (z przerwą od września 1963 do stycznia 1964) należał do Wysokiej Władzy Europejskiej Wspólnoty Węgla i Stali trzech kadencji, odpowiadając m.in. za informacje, politykę ekonomiczną i rozwój. Był także oddelegowany do Parlamentu Europejskiego. W kolejnych latach pracował w stowarzyszeniach regionalnych na rzecz rozwoju przemysłowo-ekonomicznego i kierował federacją Fédération française des maisons de l'Europe (punktów informacyjnych Wspólnot Europejskich), został również menedżerem projektu w ministerstwie pracy.
Od 1941 był żonaty z Jacqueline Dumesny, miał czworo dzieci.

## Odznaczenia
Kawaler Legii Honorowej.